# Vicia loiseleurii
Vicia loiseleurii là một loài thực vật có hoa trong họ Đậu. Loài này được (M.Bieb.) Litv. miêu tả khoa học đầu tiên.